# Stazione di Duisburg Centrale
La stazione di Duisburg Centrale (in tedesco Duisburg Hbf) è la principale stazione ferroviaria della città tedesca di Duisburg.

## Strutture e impianti

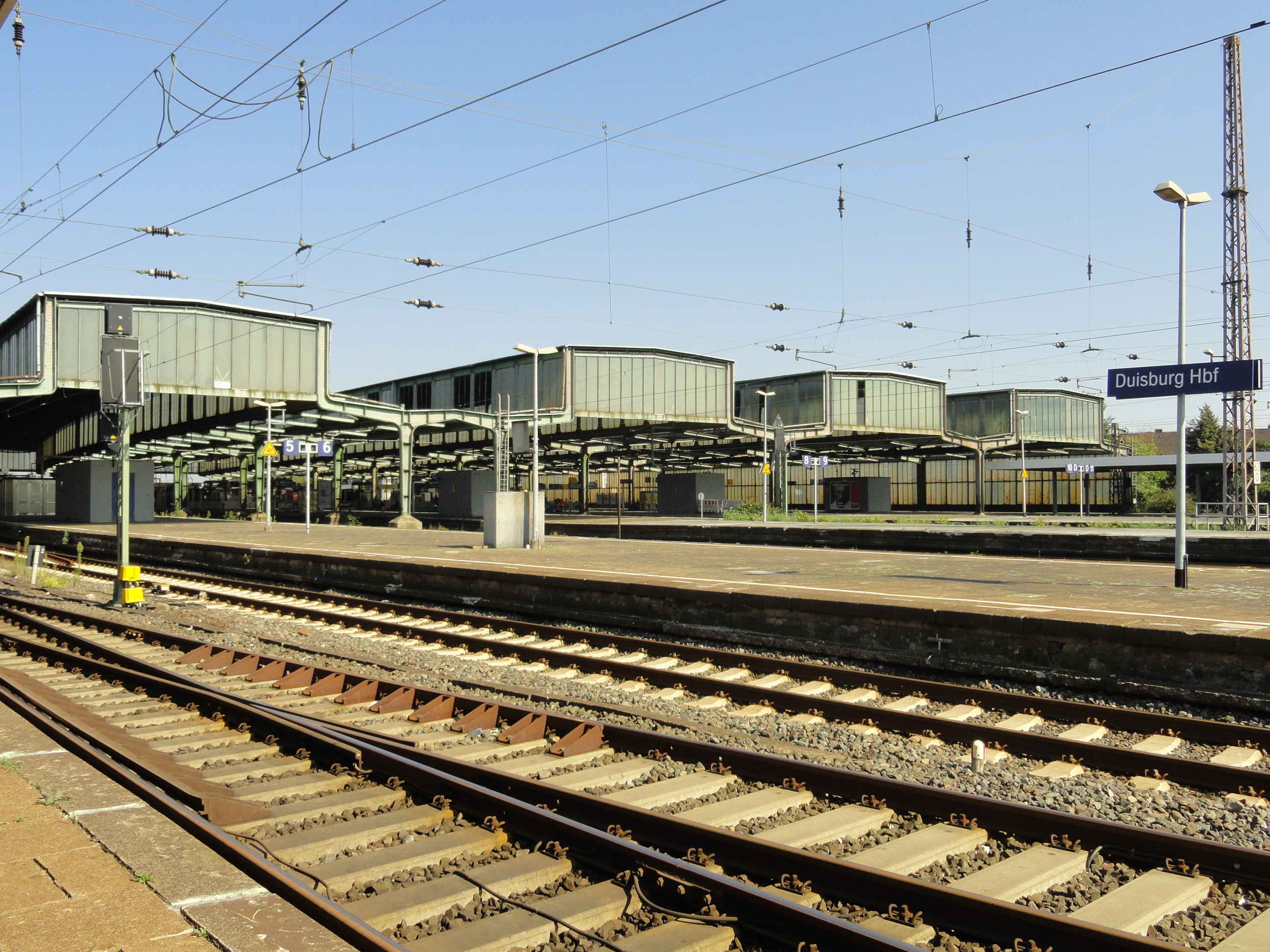
Il piazzale binari

La stazione conta 12 binari per il servizio passeggeri, serviti da 6 banchine accessibili attraverso un sottopassaggio.

## Movimento

### Trasporto regionale e S-Bahn
La stazione è servita dalle linee RegioExpress RE 1, RE 2, RE 3, RE 5, RE 6, RE 11, RE 19 e RE 42, dalle linee regionali RB 31, RB 33, RB 35 e RB 37, e dalle linee S 1 e S 2 della S-Bahn.

## Servizi
Nella stazione sono presenti i seguenti servizi:
- Biglietteria a sportello
- Biglietteria automatica
- Sala d'attesa
- Deposito bagagli con personale
- Deposito bagagli automatico
- Ufficio oggetti smarriti

- Servizi igienici
- Posto di Polizia
- Bar
- Ristorante
- Negozi

## Interscambi
- Fermata metropolitana leggera (Duisburg Hauptbahnhof, linee U 79, 901 e 903)[3]
- Fermata autobus[3]
- Stazione taxi[1]

### Esplicative
1. ↑  Abbreviazione di Duisburg Hauptbahnhof, letteralmente "Duisburg stazione principale".

### Bibliografiche
1. 1 2 3  (DE) Duisburg Hbf, su bahnhof.de. URL consultato il 19 settembre 2017 (archiviato dall'url originale il 6 settembre 2015).
2. ↑   Schnellverkehrsplan VRR (PDF), su vrr.de. URL consultato il 4 maggio 2019 (archiviato dall'url originale il 15 dicembre 2017).
3. 1 2  (DE) Liniennetz Duisburg (PDF), su dvg-duisburg.de. URL consultato il 19 settembre 2017 (archiviato dall'url originale l'11 agosto 2017).